# Mahlow (stacja kolejowa)
Mahlow – stacja kolejowa w Blankenfelde-Mahlow, w kraju związkowym Brandenburgia, w Niemczech. Znajduje się tu 1 peron.